# Tabor Wielki
Tabor Wielki (cz. Velký Tábor albo Bedřichův Tábor, niem. Groß Friedrichs-Tabor) – wieś w Polsce położona w województwie wielkopolskim, w powiecie kępińskim, w gminie Bralin.
Osada została założona na surowym korzeniu w roku 1749 przez kalwińskich emigrantów czeskich, przybyłych głównie z Ziębic.
Do 1945 roku w miejscowości znajdował się zbór kalwiński, w którym do 1935 odprawiano nabożeństwa po czesku, polsku i niemiecku. Po II wojnie światowej kościół popadł w ruinę, w 1979 przejął go kościół rzymskokatolicki.
W grudniu 1945 niemal cała pozostała czeska ludność skorzystała z możliwości wyjazdu do Czechosłowacji.
W latach 1975–1998 miejscowość administracyjnie należała do województwa kaliskiego.
Zobacz też: Tabor, Tabor Mały, Tabory, Tabory-Rzym, Taborzec